# Хуторянский, Виталий Викторович
Хуторянский Виталий Викторович (англ. Vitaliy Khutoryanskiy) — британский и казахстанский учёный-химик, профессор Редингского университета (Великобритания). Его научные исследования посвящены полимерам, наноматериалам, доставке лекарств в организм и фармацевтическим наукам. Хуторянским В. В. опубликовано свыше 250 оригинальных научных статей, обзоров и глав в книгах. Его публикации были процитированы свыше 14000 раз и его индекс Хирша составляет 57. Хуторянский В. В. был удостоен нескольких престижных наград за научные исследования в области полимеров, коллоидов и доставки лекарств, а также за его вклад в рецензирование и подготовку научных кадров. Он является почетным профессором нескольких университетов

## Образование и карьера
Хуторянский В. В. родился и вырос в г Алматы (Казахстан). Он с отличием окончил бакалавриат КазНУ им Аль-Фараби по специальности «химия» в 1996, затем магистратуру по специальности «химия высокомолекулярных соединений» в 1998. С 1998 по 2000 он учился в аспирантуре КазНУ им Аль-Фараби и в июне 2000 в совете при Казахском национальном техническом университете им К.И. Сатпаева он защитил диссертацию на соискание ученой степени кандидата химических наук на тему «Интерполимерные комплексы полимеров простых виниловых эфиров гликолей и композиционные материалы на их основе». За время обучения в аспирантуре он стажировался четыре месяца в Институте прикладной радиационной химии Лодзинского технического университета (Польша) в группе профессора Janusz Rosiak, где занимался исследованиями радиационной полимеризации. После защиты диссертации Хуторянский В. В. работал старшим преподавателем на кафедре химии высокомолекулярных соединений КазНУ им Аль-Фараби с 2002 по 2004. В апреле-мае 2002 он проходил стажировку в Пизанском университете (Италия), где занимался исследованием смесей и пленок водорастворимых полимеров. В октябре 2002 он переехал в Великобританию и поступил на работу постдоком-исследователем в департамент фармацевтических наук Университета Стратклайда (г Глазго), где работал в группе профессора Ijeoma Uchegbu и занимался синтезом амфифильных производных хитозана для доставки малорастворимых лекарств. В 2004 он поступил на работу постдоком-исследователем в группу профессора Nicola Tirelli в Манчестерском университете, где занимался разработкой наночастиц на основе полипропиленсульфида, чувствительных к окислению. В 2005 Хуторянский В. В. устроился на работу лектором по фармацевтике во вновь открытой Школе фармации Редингского университета. В 2010 он становится ассоциированным профессором, а в 2014 — профессором этого университета.  В 2023 он основал и стал директором центра Physicochemical, Ex Vivo and Invertebrate Tests and Analysis Centre (PEVITAC) при Редингском университете.

## Научная деятельность
Ранние работы Хуторянского В. В. были посвящены изучению интерполимерных комплексов, образованных поликарбоновыми кислотами и неионными полимерами, стабилизированных водородными связями. В результате этих исследований были установлены основные закономерности комплексообразования, в частности влияние природы растворителя, рН и ионной силы среды, природы и молекулярной массы полимеров, а также температуры. Согласно данным Web of Knowledge, Хуторянский В. В. является одним из лидеров в области публикаций по интерполимерным комплексам. Впоследствии эти фундаментальные исследования привели к разработке плёнок на основе смесей водорастворимых полимеров и к пониманию факторов, влияющих на совместимость полимеров в таких системах. Позже он занялся исследованиями радиационной прививки гидрофильных мономеров на поверхность полиолефиновых плёнок, а также изучением взаимодействий гидрогелей с линейными полимерами. С момента получения Хуторянским В. В. позиции в Редингском университете в 2005, его научные интересы стали сфокусированы на водорастворимых полимерах, коллоидных частицах и гидрогелях для применения в фармацевтике, медицинских биоматериалах, пищевых технологиях и агрохимии. Одним из ключевых направлений его научно-исследовательской работы является создание новых материалов и технологий для эффективной доставки лекарств через слизистые оболочки. В частности, были разработаны новые подходы к созданию полимерных и коллоидных систем с усиленной способностью к прилипанию (мукоадгезии) к слизистым оболочкам, а также систем с улучшенной способностью к проникновению через слизистые мембраны. Такие подходы являются очень перспективными для эффективной доставки лекарств в глаза, в нос и в мочевой пузырь. Были проведены исследования влияния адгезивности и удерживаемости различных полимерных и коллоидных композиций в ротовой полости с целью улучшения вкусовых ощущений пищевых добавок и повышения эффективности зубных паст. Была исследована возможность использования водорастворимых полимеров для улучшения удерживаемости пестицидов на поверхности сельскохозяйственных растений. Были впервые получены синтетические гидрогели, способные имитировать биологические ткани слизистых оболочек животных, и предложено использование таких материалов для тестирования мукоадгезивных свойств лекарственных форм. Другие важнейшие научные достижения Хуторянского В. В. включают создание нового метода синтеза тиолированных кремнийорганических наночастиц, которые были коммерциализированы  американской компанией PolySciTech как реактив специального назначения, работы по инкапсулированию пробиотических бактерий, разработку новых методов синтеза гидрогелей, создание новых методик оценки токсикологических свойств веществ с помощью плоских червей планарий, а также работы по применению поли(2-оксазолинов) для получения твёрдых лекарственных дисперсий и йодофоров. Он также внёс вклад в использование беспозвоночных организмов, таких как планарии, для изучения биологической активности лекарств и их формуляций в качестве альтернативы позвоночным моделям.

## Книги
Под редакцией Хуторянского В. В. опубликован ряд книг на английском языке:
- Hydrogen-bonded Interpolymer Complexes: Formation, Structure and Applications (edited by V.V. Khutoryanskiy and G.Staikos), World Scientific, 2009

- Mucoadhesive Materials and Drug Delivery Systems (edited by V.V. Khutoryanskiy), John Wiley & Sons, 2014
- Temperature-responsive Polymers: Chemistry, Properties, and Applications (edited by V.V. Khutoryanskiy and T.K. Georgiou), John Wiley & Sons, 2018
- Advances in Mucoadhesive Polymers and Formulations for Transmucosal Drug Delivery (edited by V.V. Khutoryanskiy), MDPI AG, 2020
- Solid Dispersions for Drug Delivery: Applications and Preparation Methods (edited by V.V. Khutoryanskiy and H. Al-Obaidi), MDPI AG, 2022

## Награды
- Стипендия Международного агентства по атомной энергии для прохождения стажировки в Институте прикладной радиационной химии Лодзинского университета (Польша, октябрь 1998- февраль 1999)[46]
- Стипендия  для молодых ученых от фонда INTAS (2001)[47]
- Дипломы II степени Национального центра научно-технической информации Республики Казахстан «Наиболее цитируемый казахстанский автор за рубежом», «Наиболее публикуемый казахстанский автор за рубежом», «Наиболее цитируемый автор по химии и экологии в Казахстане» и «Наиболее публикуемый автор по химии и экологии в Казахстане», 2010
- Медаль МакБена, совместная награда Королевского химического общества и Общества химической индустрии Великобритании, 2012[3]
- Почетный профессор Государственного медицинского университета города Семей (Казахстан), 2012[48]
- Почетный профессор Университета им Шакарима, Семей (Казахстан), 2014[48]
- Получатель гранта SAFEA-RSC Visiting Researcher для посещения University of Chinese Academy of Sciences и Shanghai University, 2014[49]
- Действительный член или Стипендиат Королевского химического общества (Fellow of the Royal Society of Chemistry) Великобритании, 2015
- Награда Sentinel of Science как одному из топ-10 % рецензентов в области химии, Publons, 2016[5]
- Почетный профессор Казанского государственного медицинского университета, Казань (Российская федерация), 2017[7]
- Премия за лучшую статью в журнале Polymers (MDPI), 2020[50]
- Премия за наиболее популярную статью, опубликованную в журнале Высокомолекулярные соединения (Polymer Science) в 2018[51]
- Награда как лучшему научному руководителю года в Великобритании (FindAUniversity), 2020[6]
- Награда за инновационную науку, Академия фармацевтических наук Великобритании, 2022[4]
- Медаль Eren Enbegi Ushin (“за трудовое отличие") за вклад в развитие исследований и подготовку научных кадров КазНУ им Аль-Фараби, 2022[52]
- Индустриальный стипендиат Королевского общества (Royal Society Industry Fellow), 2023[53]
- Почетный профессор Карагандинского университета им. Е.А. Букетова (Казахстан), 2024[8]
- Действительный член Академии фармацевтических наук Великобритании (Fellow of the Academy of Pharmaceutical Sciences), 2024[54]

## Профессиональная деятельность
Хуторянский В.В. является членом редколлегий следующих международных журналов: European Polymer Journal, Polymers, Gels, Journal of Pharmaceutical Sciences, Pharmaceutics, Reviews and Advances in Chemistry. Он является заместителем главного редактора в журнале Разработка и Регистрация Лекарственных Средств и состоит в редколлегиях нескольких национальных журналов Казахстана, России и Узбекистана. Он также являлся гостевым редактором нескольких спецвыпусков в журналах Polymers, Polymers for Advanced Technologies, Pharmaceutics и Gels. Хуторянский В.В. внёс существенный вклад в развитие исследований и подготовку научных кадров в различных университетах Казахстана. Кроме того, он известен своими обучающими публикациями и проведением семинаров по публикации научных статей в международных рецензируемых журналах.